# يان ميشال
يان ميشال (بالهولندية: Jan Michels)‏ هو لاعب كرة قدم هولندي في مركز الوسط، ولد في 8 سبتمبر 1970 في ديفينتر في هولندا. لعب مع أغوف أبيلدورن وبي إي سي زفوله ودين بوستش وسبارتا روتردام وغو أهد إيغلز ونادي ماذرويل.